# Arzjom Saroka
Arzjom Baryssawitsch Saroka (belarussisch Арцём Барысавіч Сарока, * 1. April 1992 in Minsk) ist ein belarussischer Fußballspieler.

## Karriere
Saroka begann seine Karriere bei BATE Baryssau, für die er 2011 erstmals im Herrenkader stand. Sein Debüt gab er im Oktober 2014 im Cup. Im Dezember 2014 gab er sein Champions-League-Debüt.